# Chateaubriand (mușchi de vită)

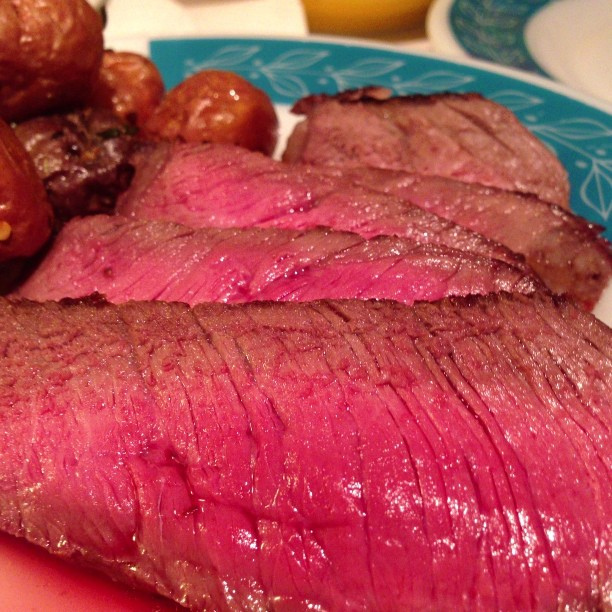
Chateaubriand tăiat în mod tradițional

Chateaubriand-ul este un mușchi de vită la grătar și o friptură istorică foarte celebră. El a fost preparat în urmă cu 200 de ani de un bucătar renumit în acele timpuri, pentru stăpânul său, vicontele François-René de Chateaubriand. 

## Istorie

Tăierea franceză unui fileu de carne de vită

De numele lui François-René, viconte de Chateaubriand (1768-1848), se leagă nu numai curentul romantic din literatura franceză, funcția de ambasador al lui Napoleon Bonaparte la Londra sau un interviu cu George Washington, ci și, cum scrie „Larousse gastronomique”, preferata sa friptură de mușchi, denumită după el „Chateaubriand”. Ea a fost inventată de către bucătarul personal al acestuia, respectabilul Montmirail. Inițial, maestrul a servit-o cu un sos redus de vin alb cu unt, șalote caramelizate, tarhon și suc de lămâie.

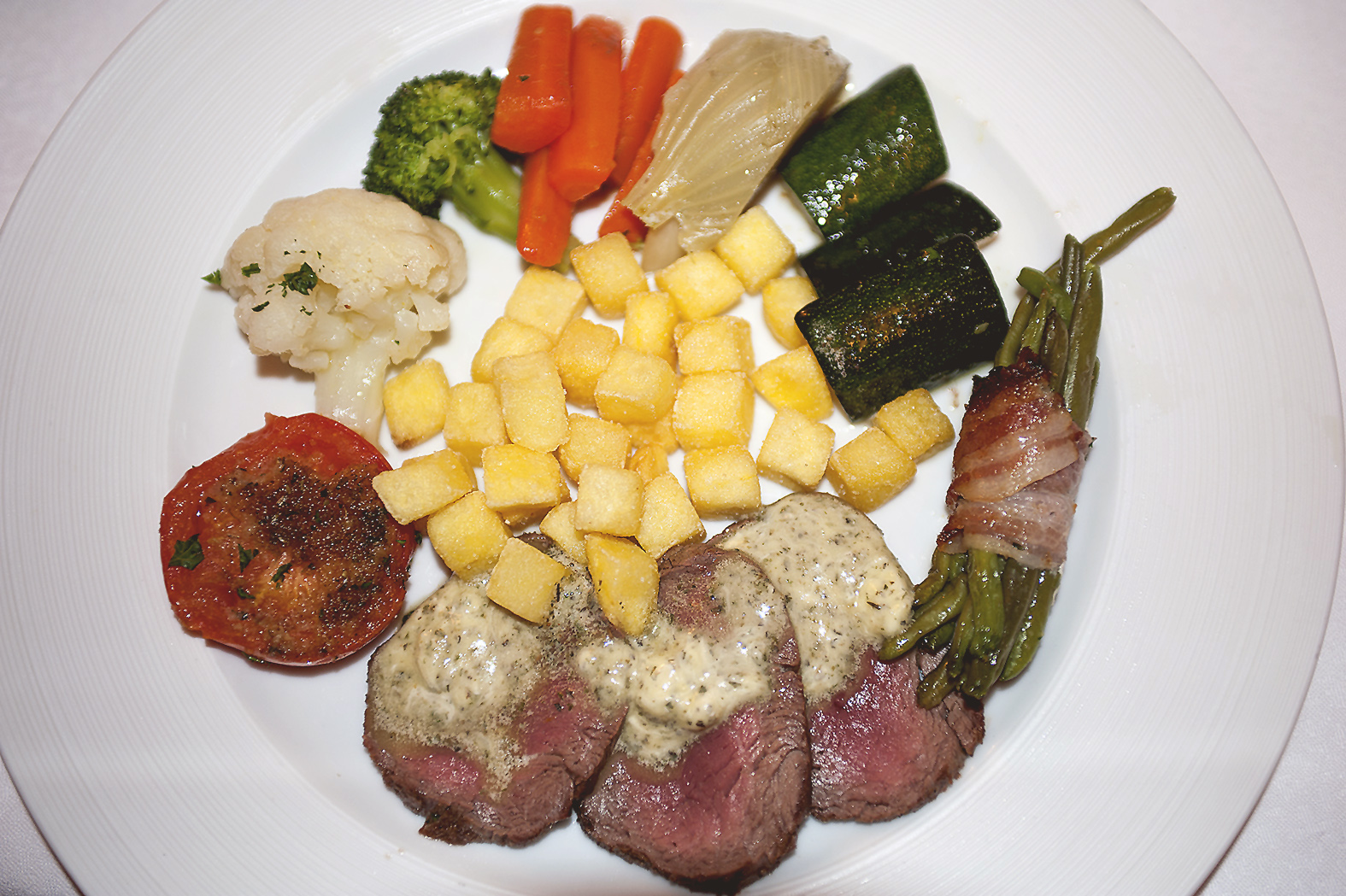
Chateaubriand

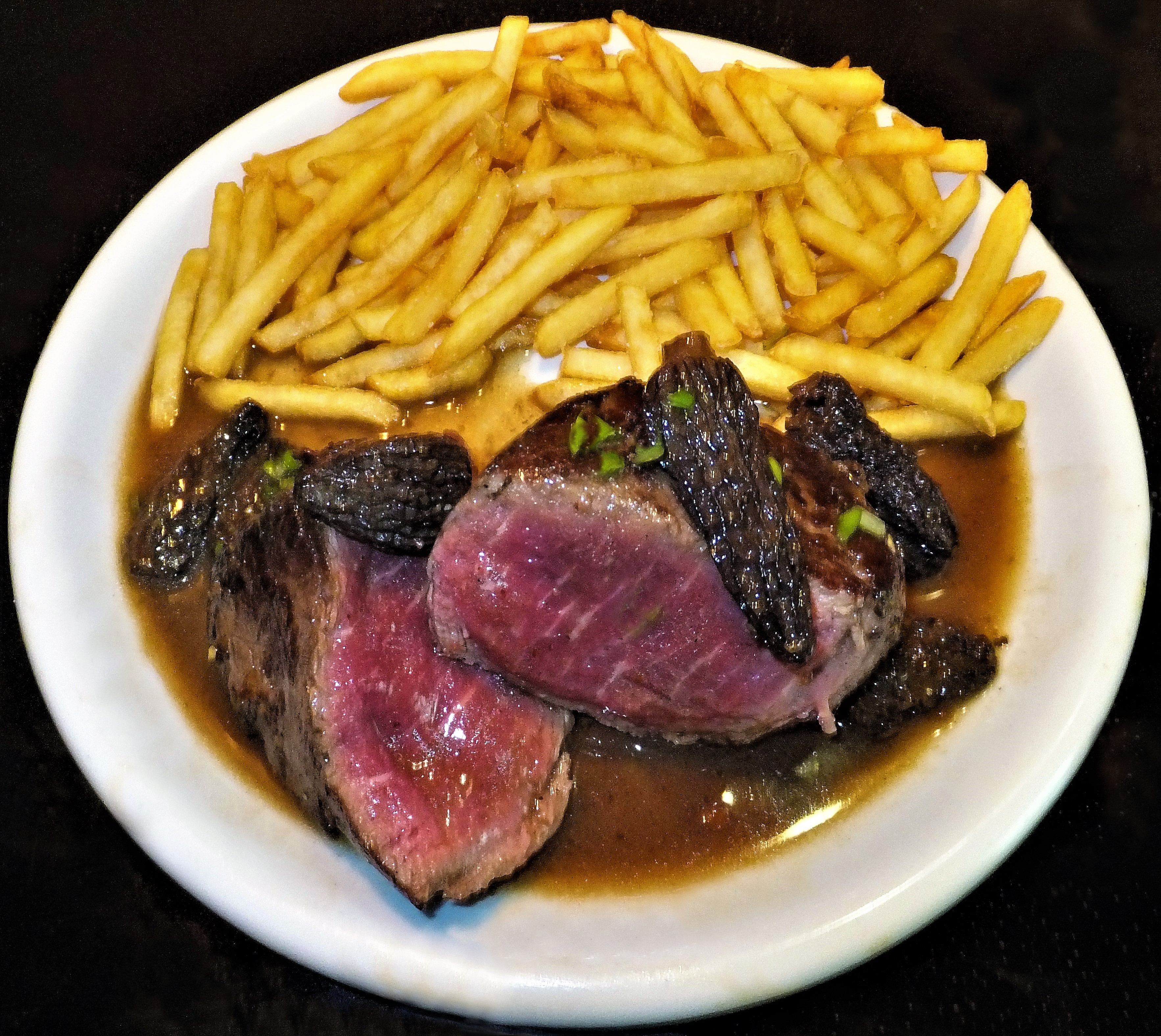
Chateaubriand, variație cu zbârciogi țuguiați și coniac

## Preparare
Bucata de mușchi de 400-600 de grame (din mijlocul fileului în sus), eliberată de grăsime și zgârciuri, se prepară întreagă. Friptura se unge cu ulei și se prăjește scurt 1-2 minute (depinde de grosimea cârnii)  în jur pe fiecare parte la foc iute pe grătar, pentru a păstra cât mai mult din sucul și dulceața ei, apoi se trage într-un colț al grătarului cu temperatura scăzută, atâta timp, până gradul „în sânge” sau „mediu” este ajuns. Chateubriandul se poate frige și în tigaie la foc mare, apoi mic (vezi sus), atunci într-o mixtură de ulei și unt. Nu se sărează și piperează imediat. În mod general, carnea este servită în sânge sau mediu. Pentru amatorii de carne mai bine făcută se pot păstra capetele de mușchi care, fiind mai subțiri, vor fi mai bine făcute, dar nu prea delicioase.
De abia la masă carnea este tăiată felii, nu direct în vertical, ci un pic pieziș spre fibră. Apoi fiecare oaspete poate să-și condimenteze porția sa cu sare (cel mai bine: fleur de sel) și piper negru, proaspăt din moară.

## Garnituri

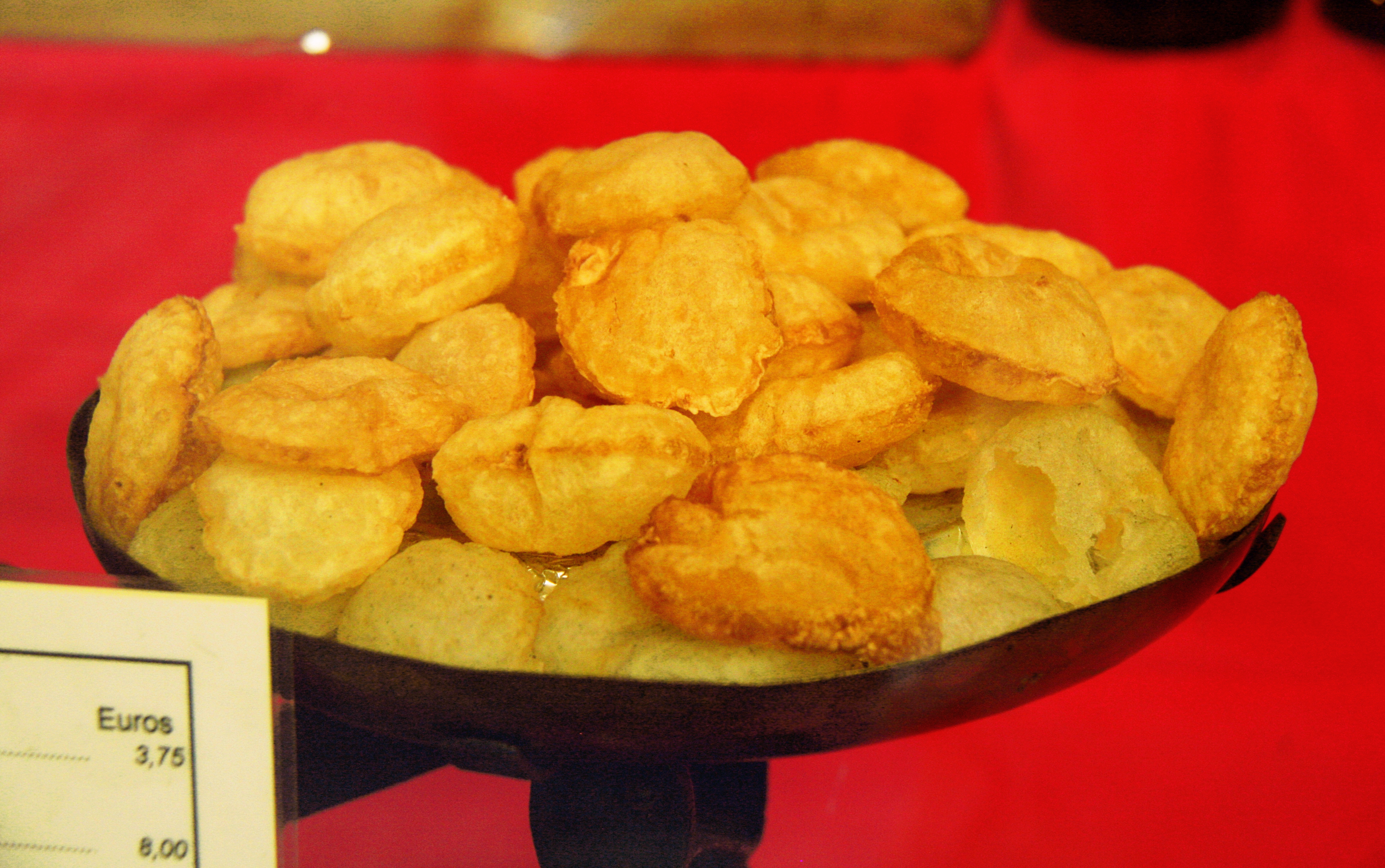
Pommes souflées

Friptura Chateaubriand este de asemenea mereu însoțită de legume asortate precum o specialitate de cartofi:

### Legume

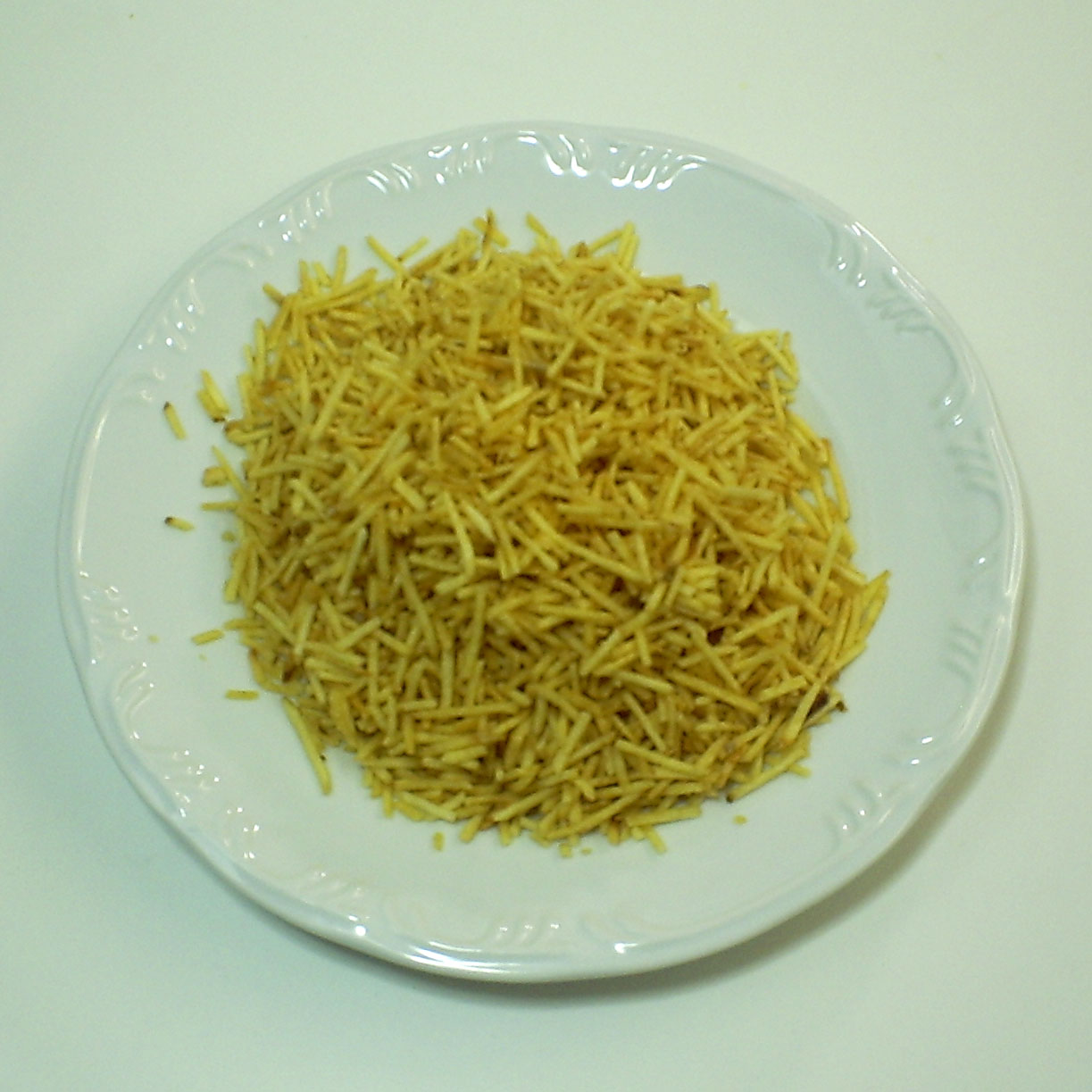
Cartofi pai

- Legume 1: Fasole verde sau legume asortate, de exemplu mazăre, sparanghel alb/verde,  ciuperci, romanesco (un fel de conopidă verde), broccoli, morcovi tineri, toate sotate în unt, sau
- Legume 2: Felii, între altele, de vinete, dovlecei, bucăți de ardei roșu, ardei iute, toate fripte;

### Cartofi
Există garnituri de cartofi clasice:
- Cartofi umflați (Pommes soufflées)
- Cartofi pai (pommes pailles)
- Cartofi prăjiți

Din păcate, multe restaurante oferă pommes frites, adesea oară din marfă congelată.

## Sosuri
Marele Auguste Escoffier a menționat, că toate sosurile pentru carne la grătar pot fi folosite. Totuși, fileul se servește astăzi aproape numai cu următoarele sosuri:
- Sos bearnez
- Sos olandez
- Sos „à la maréchale” (cald):  cu unt, pătrunjel, sare, piper, suc de lămâie; posibil este și adăugarea de feliuțe de trufă și capuri de sparanghel alb în jur[4]
- Sos „à la maître d'hôtel” (cald): cu unt, faină, muștar de Dijon, verdețuri, bulion de carne, suc de lămâie, pastă de sardele[5]
- Unt „à la maître d'hôtel” (rece): cu unt, muștar de Dijon, pătrunjel, suc de lămâie, piper negru sau opțional piper de Cayenne;[6]